# La Clé des champs (émission de télévision)
Pour les articles homonymes, voir La Clé des champs (homonymie) et La Clef des champs.
Ne doit pas être confondu avec La Clef des champs (émission de télévision belge).
La Clé des champs est une émission de télévision de divertissement française, créée et animée par Pierre Tchernia et diffusée sur RTF Télévision du 27 octobre 1958 au 22 juin 1959.
Chose rare pour l'époque, l'émission présente dans un sketch un couple homosexuel joué par Michel Serrault et Jean Poiret, idée qu'ils reprendront plus tard pour la pièce de théâtre La Cage aux folles.